# Grosshöchstetten
Grosshöchstetten (bis 1896 offiziell Höchstetten (Konolfingen), heute umgangssprachlich immer noch Höchstette oder auch Höchi (mit kurzem ö) genannt) ist eine politische Gemeinde im Verwaltungskreis Bern-Mittelland des Kantons Bern in der Schweiz.

## Geschichte

Luftbild (1952)

Bereits zur Hallstattzeit (1200–100 v. Chr.) war die Umgebung des späteren Grosshöchstetten dünn besiedelt. Darauf deuten zwei Keltengräber hin, die am Rande des Hürnbergwaldes gefunden wurden. Bis ins 12. Jahrhundert fehlen anschliessend die Belege. Nur einzelne Flurnamen erinnern an die Landnahme durch die Alemannen (ab 6. Jahrhundert). Über 600 Jahre blieben die Geschicke des Dorfes verbunden mit denen der Herrschaft Wil. Während der Helvetik (1798–1803) war Höchstetten einer der 15 Distriktshauptorte im Kanton Bern – vielleicht, weil der Höchstetter Niklaus Augsburger dafür sorgte. Er war ein Anhänger der Französischen Revolution, der der Munizipalität (= Gemeinde) vorstand, selbständig mit General Brune korrespondierte und es bis auf den Präsidentenstuhl des Helvetischen Grossen Rates gebracht hatte.
Im Jahre 1146 wird «Honstetten» erstmals in einer Urkunde erwähnt. Im Jahre 1250 kam der Ort als Lehen an Rutschmann Senn, Herr zu (Schloss-) Wil. 1406 erwarb die Stadt Bern die Landgrafschaft Burgund, und Höchstetten wurde damit Teil des neu geschaffenen Landgerichts Konolfingen. Die Herrschaftsherren, längst Bürger der Stadt Bern geworden, blieben auf ihren Herrschaften bis 1798.
In den letzten 100 Jahren hat sich Höchstetten (seit 1884 Grosshöchstetten) rascher entwickelt als seine Nachbargemeinden. Noch um 1888 lag die Gemeinde mit 655 Einwohnern weit hinter Zäziwil (1054), Oberthal (924), Biglen (915) und Bowil (1670) zurück.
Längst hat es diese Dörfer einwohnermässig überholt und in mancher Hinsicht Zentrumsfunktionen übernommen (Markt, ehemaliges Spital, Sekundarschule, Altersheim, Banken, Hallen- und Freibad, Sportanlagen). Dies ist durch die günstige Verkehrslage (Schnittpunkt der Strassen Bern–Luzern und Burgdorf–Thun, seit 1899 auch die Bahnlinie der Emmental-Burgdorf-Thun-Bahn, heute BLS) bedingt.
Am 1. Januar 2018 trat die Gemeindefusion von Schlosswil mit Grosshöchstetten in Kraft.

## Politik
Gemeindepräsidentin ist seit 2018 Christine Hofer (EVP, Stand 2024).
Bei den Nationalratswahlen 2023 betrugen die Wähleranteile in Grosshöchstetten (in Klammern die Veränderung im Vergleich zu den Wahlen 2019 in Prozentpunkten): SVP 29,74 % (+0,65), SP 16,60 % (+3,48), glp 10,55 % (+0,94), Mitte 10,04 % (−1,42), FDP 8,24 % (−0,37), EVP 7,84 % (−0,85), Grüne 6,96 % (−3,02), EDU 6,27 % (+2,65), Weitere 3,75 % (−2,06).

## Bildergalerie

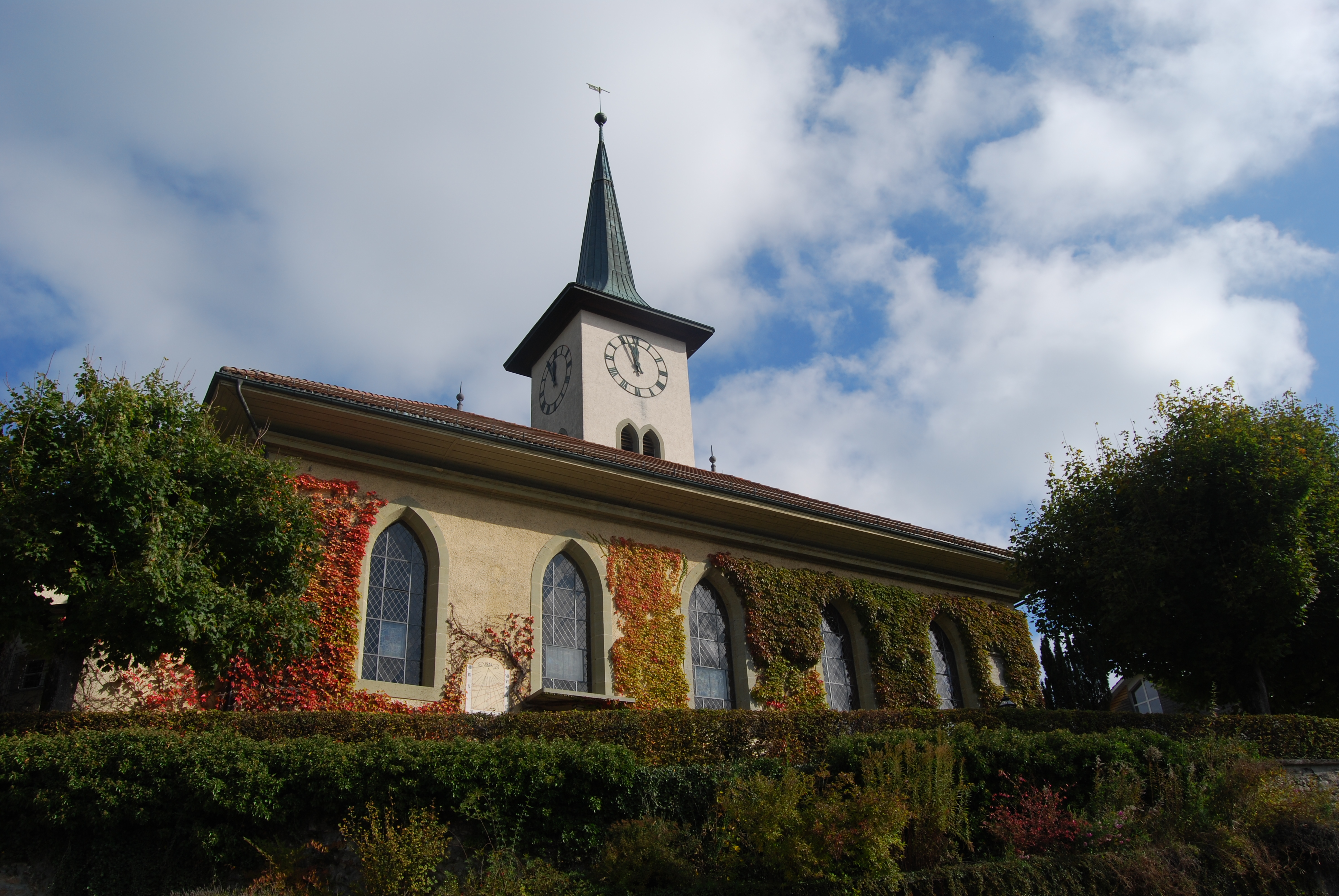
Kirche Grosshöchstetten
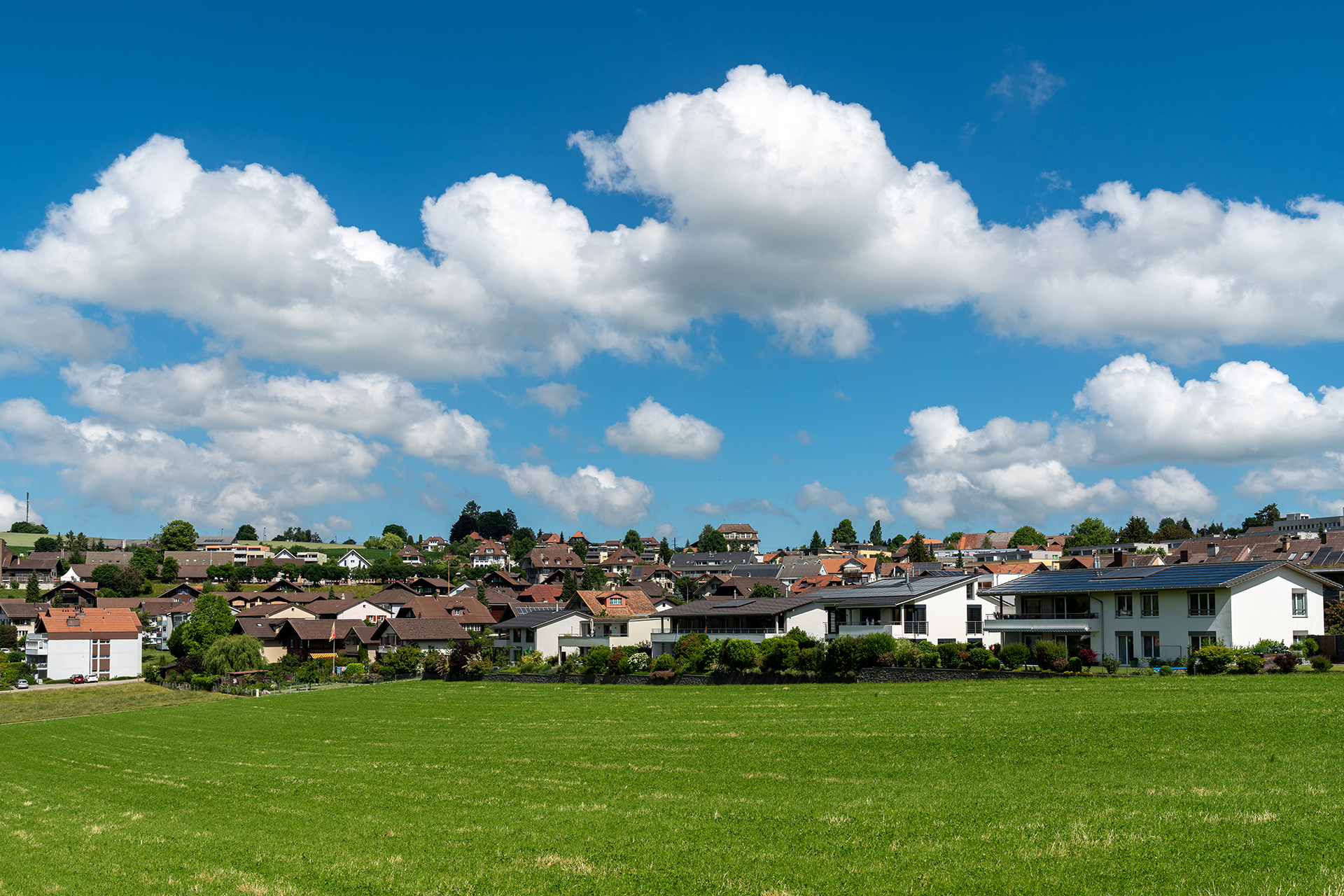
Grosshöchstetten
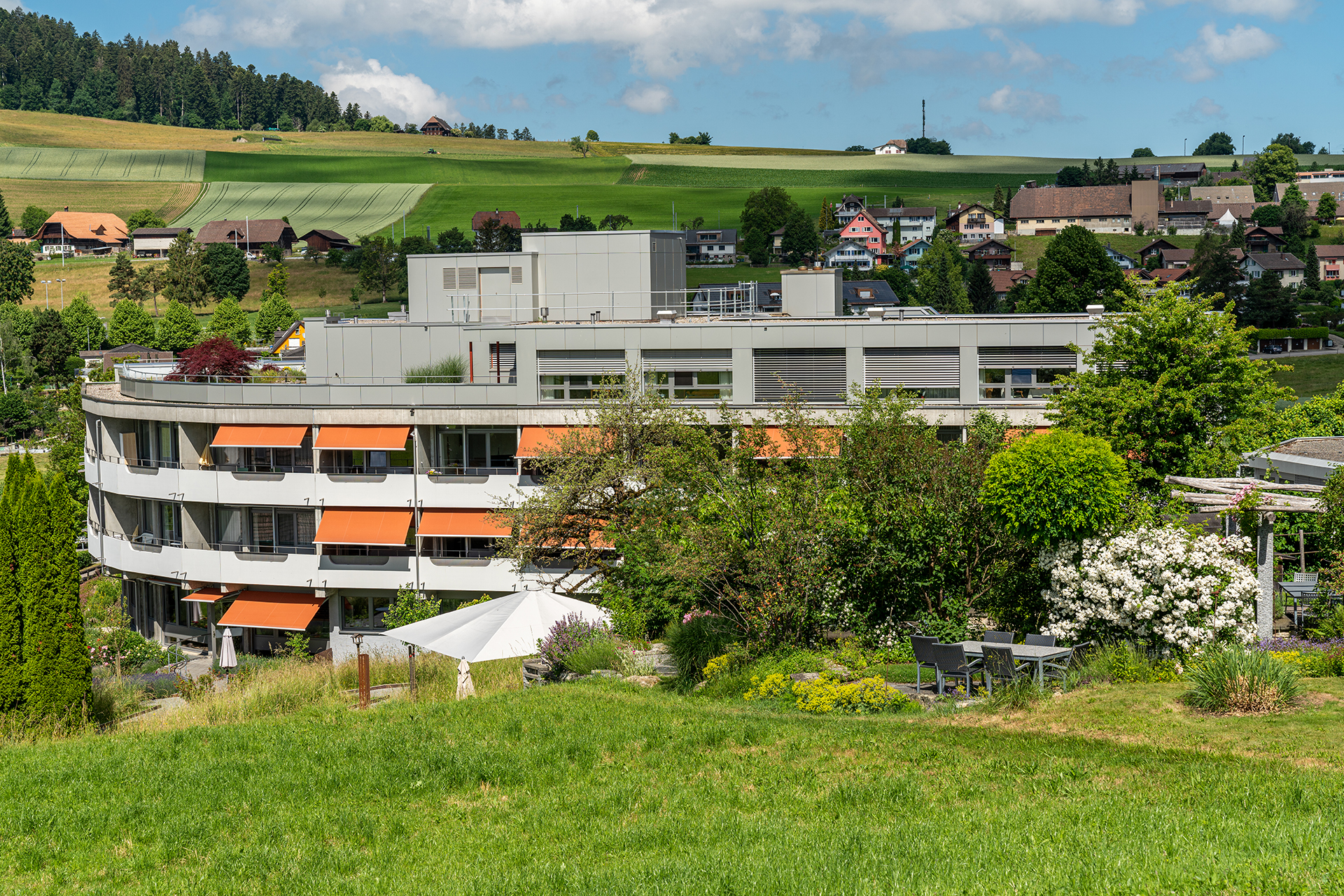
Alters- und Pflegeheim Landblick
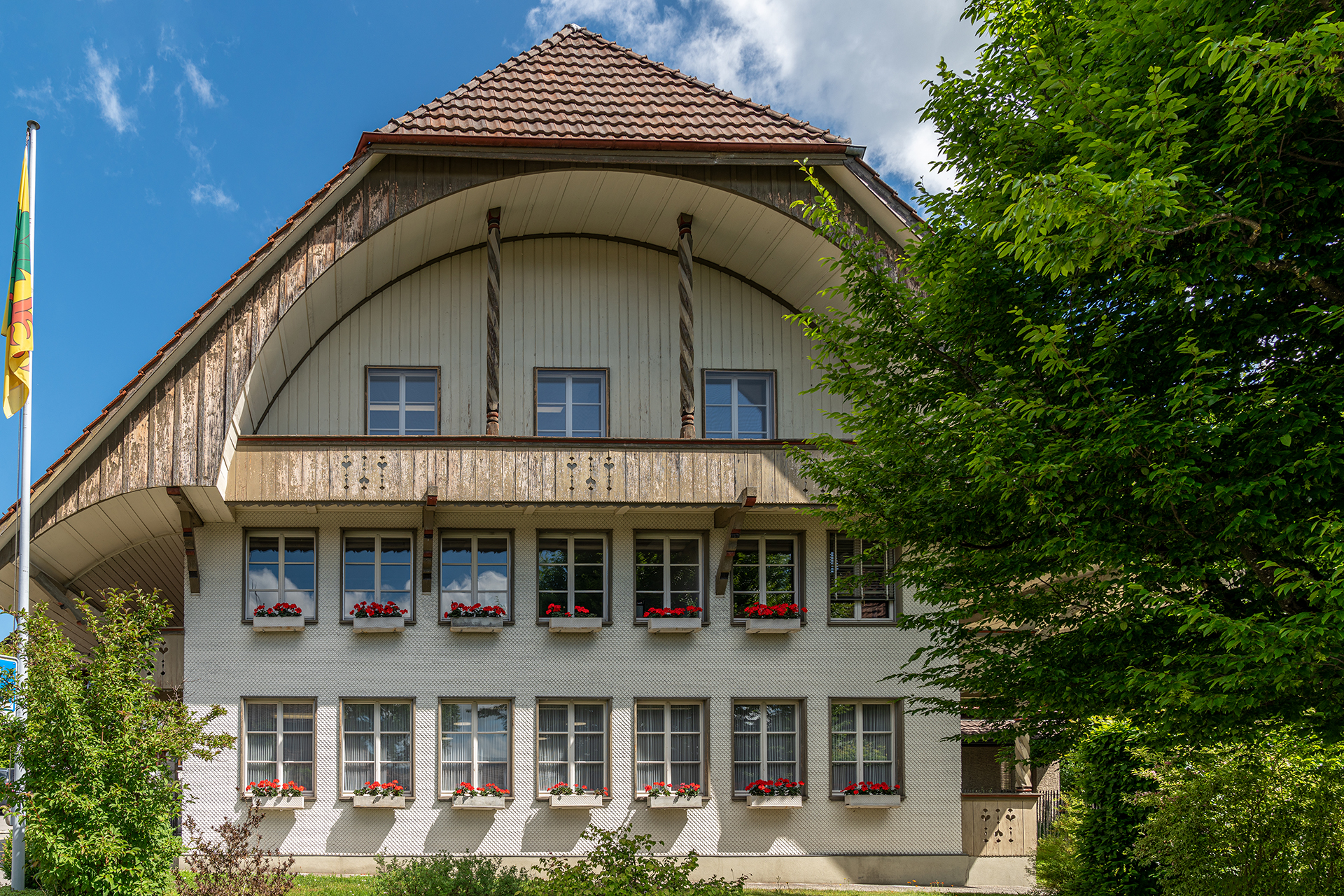
Gemeindeverwaltung
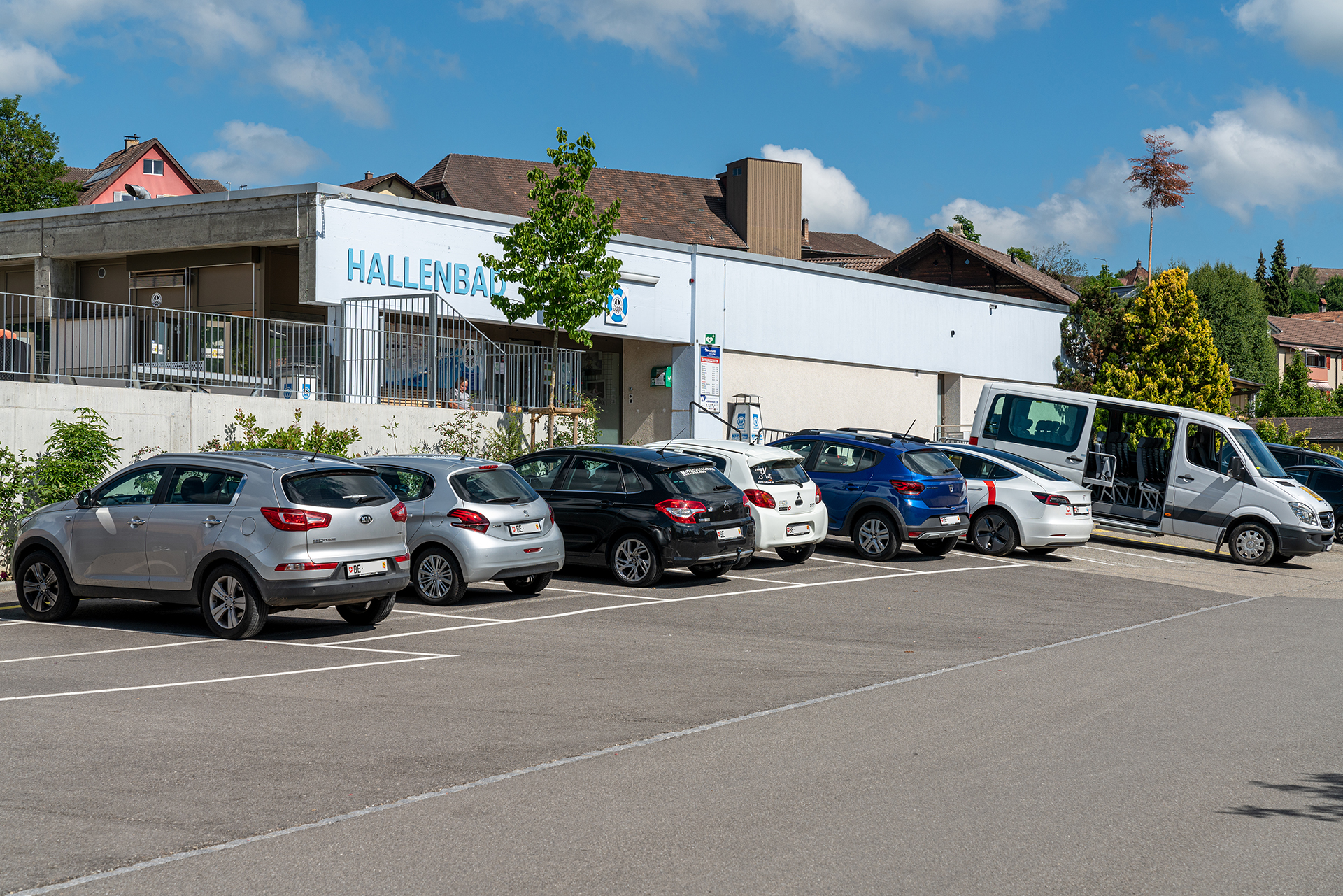
Frei- und Hallenbad
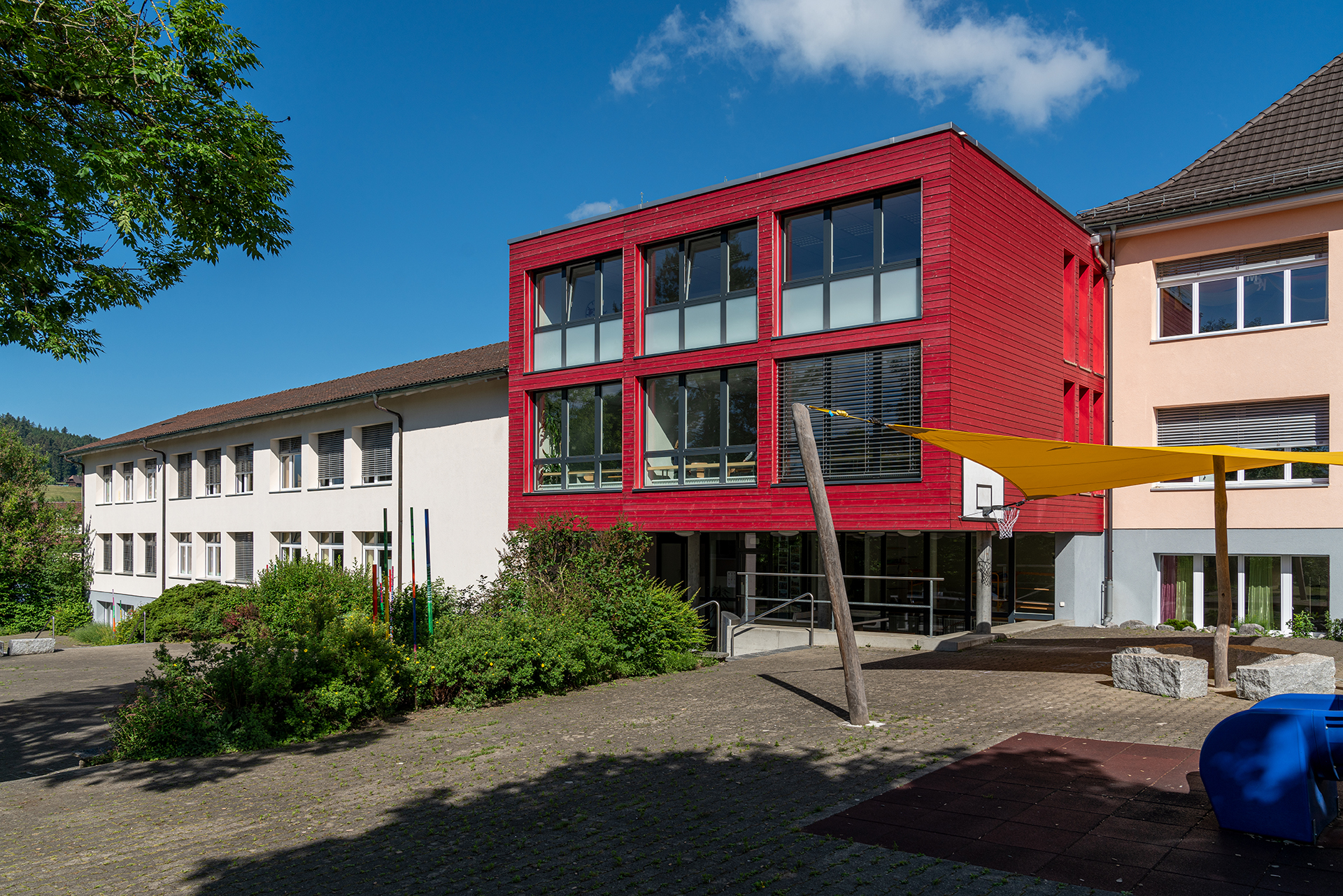
Schulanlage Alpenweg
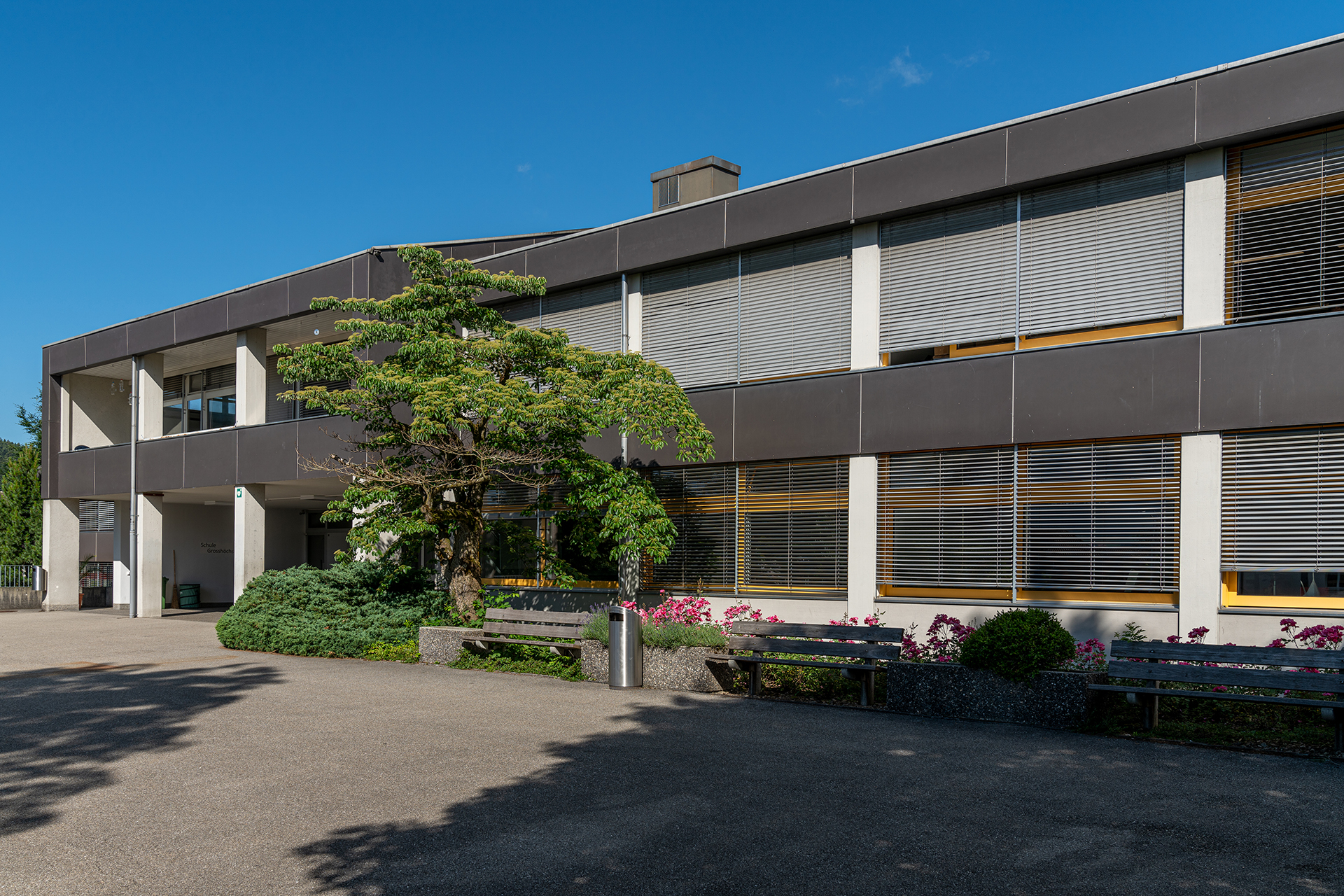
Oberstufenschulhaus Schulgasse

## Persönlichkeiten
- Johann Heinrich Otth (1651–1719), Pfarrer und Hebräist
- Gottlieb Rudolf Bühlmann (1818–1886), Politiker, Mitglied des Nationalrates
- Ernst Schürch (1875–1960), Journalist
- Rudolf Joho (1898–1966), Schauspieler und Regisseur
- Hans Eichenberger (1926–2024), Innenarchitekt und Designer
- Peter Schindler (1930–2005), Journalist und Politiker
- Hans Saner (1934–2017), Publizist und Philosoph
- Bendicht Luginbühl (* 1955), Unternehmensberater und -gründer
- Frantiček Klossner (* 1960), Künstler
- Reeto von Gunten (* 1963), Schriftsteller und Radiomoderator
- Jörg Reber (* 1974), Eishockeyspieler
- Steve Hirschi (* 1981), Eishockeyspieler
- Luca Aerni (* 1993), Skirennfahrer
- Lisa Berger (* 1993), Triathletin
- Dominic Stephan Stricker (* 2002), Tennisspieler